# Serhiï Klimentiev
Serhiï Volodimirovitch Klimentiev - de l'ukrainien : Сергій Володимирович Климентьєв - ou Sergueï Klimentiev - du russe : Сергей Владимирович Климентьев et en anglais : Sergei Klimentiev - (né le 5 avril 1975 à Kiev en République socialiste soviétique d'Ukraine) est un joueur professionnel ukrainien de hockey sur glace.

## Biographie

### Carrière en club
En 1992, il joue se premiers matchs avec le HK Sokol Kiev dans la MHL, l'élite russe. Il part en Amérique du Nord en 1993 et s'aligne avec les Tigers de Medicine Hat dans la Ligue de hockey de l'Ouest. Il est choisi en 1994 au cours du repêchage d'entrée dans la Ligue nationale de hockey par les Sabres de Buffalo en 5e ronde, en 121e position. Il passe alors professionnel avec leur club école des Americans de Rochester dans la Ligue américaine de hockey. L'équipe remporte la Coupe Calder 1996. Il revient en Europe en 1999 sans être parvenu à rejoindre la LNH. Il remporte les Superliga 2001 avec le Metallourg Magnitogorsk et 2006 avec les Ak Bars Kazan. En 2009, il termine premier de la saison régulière de la Ligue continentale de hockey avec le Salavat Ioulaïev Oufa. Le Salavat est éliminé en huitième de finale de la Coupe Gagarine par l'Avangard Omsk dont il portait les couleurs la saison précédente. Il est de retour avec le HK Sokol Kiev pensionnaire de l'Ekstraliga en 2009.

### Carrière internationale
Il représente l'Ukraine au niveau international. Il a participé aux Jeux olympiques d'hiver de 2002 et à de nombreuses éditions du championnat du monde.

## Trophées et honneurs personnels

### Ligue américaine de hockey
- 1999 : participe au Match des étoiles.

### Superliga
- 2002 : défenseur le plus prolifique.
- 2004 : participe au Match des étoiles avec l'équipe Est.

### Championnat du monde junior
- 1993 : nommé meilleur défenseur du mondial C.

### Ukraine
- 2011 : dans l'équipe d'étoiles.

## Statistiques
| Saison    | Équipe                   | Ligue      |    | Saison régulière | Saison régulière | Saison régulière | Saison régulière | Saison régulière |    | Séries éliminatoires | Séries éliminatoires | Séries éliminatoires | Séries éliminatoires | Séries éliminatoires |
| Saison    | Équipe                   | Ligue      | PJ | B                | A                | Pts              | Pun              | PJ               | B  | A                    | Pts                  | Pun                  |                      |                      |
| 1992-1993 | HK Sokol Kiev            | Superliga  | 3  | 0                | 0                | 0                | 4                |                  |    |                      |                      |                      |                      |                      |
| 1993-1994 | Tigers de Medicine Hat   | LHOu       | 72 | 16               | 26               | 42               | 165              | 3                | 0  | 0                    | 0                    | 4                    |                      |                      |
| 1994-1995 | Tigers de Medicine Hat   | LHOu       | 71 | 19               | 45               | 64               | 146              | 5                | 4  | 2                    | 6                    | 14                   |                      |                      |
| 1994-1995 | Americans de Rochester   | LAH        | 7  | 0                | 0                | 0                | 8                | 1                | 0  | 0                    | 0                    | 0                    |                      |                      |
| 1995-1996 | Americans de Rochester   | LAH        | 70 | 7                | 29               | 36               | 74               | 19               | 2  | 8                    | 10                   | 16                   |                      |                      |
| 1996-1997 | Americans de Rochester   | LAH        | 77 | 14               | 28               | 42               | 114              | 10               | 1  | 4                    | 5                    | 28                   |                      |                      |
| 1997-1998 | Americans de Rochester   | LAH        | 57 | 4                | 22               | 26               | 94               | --               | -- | --                   | --                   | --                   |                      |                      |
| 1998-1999 | Phantoms de Philadelphie | LAH        | 43 | 5                | 12               | 17               | 99               | --               | -- | --                   | --                   | --                   |                      |                      |
| 1998-1999 | Admirals de Milwaukee    | LIH        | 35 | 4                | 11               | 15               | 59               | 2                | 0  | 0                    | 0                    | 6                    |                      |                      |
| 1999-2000 | Ak Bars Kazan            | Superliga  | 33 | 5                | 7                | 12               | 52               |                  |    |                      |                      |                      |                      |                      |
| 2000-2001 | Aeros de Houston         | LIH        | 7  | 0                | 0                | 0                | 6                |                  |    |                      |                      |                      |                      |                      |
| 2000-2001 | Metallourg Magnitogorsk  | Superliga  | 20 | 1                | 3                | 4                | 36               |                  |    |                      |                      |                      |                      |                      |
| 2001-2002 | Metallourg Magnitogorsk  | Superliga  | 45 | 6                | 24               | 30               | 42               |                  |    |                      |                      |                      |                      |                      |
| 2002-2003 | Metallourg Magnitogorsk  | Superliga  | 45 | 4                | 10               | 14               | 88               | 2                | 0  | 0                    | 0                    | 6                    |                      |                      |
| 2003-2004 | Metallourg Magnitogorsk  | Superliga  | 59 | 2                | 19               | 21               | 106              | 14               | 0  | 5                    | 5                    | 8                    |                      |                      |
| 2004-2005 | Ak Bars Kazan            | Superliga  | 40 | 2                | 2                | 4                | 32               | --               | -- | --                   | --                   | --                   |                      |                      |
| 2005-2006 | Ak Bars Kazan            | Superliga  | 40 | 0                | 1                | 1                | 71               | 13               | 1  | 0                    | 1                    | 22                   |                      |                      |
| 2006-2007 | HK MVD                   | Superliga  | 54 | 12               | 27               | 39               | 116              | 3                | 0  | 1                    | 1                    | 6                    |                      |                      |
| 2007-2008 | Avangard Omsk            | Superliga  | 51 | 3                | 11               | 14               | 87               | 3                | 0  | 0                    | 0                    | 8                    |                      |                      |
| 2008-2009 | Torpedo Nijni Novgorod   | KHL        | 19 | 0                | 1                | 1                | 28               | --               | -- | --                   | --                   | --                   |                      |                      |
| 2008-2009 | Salavat Ioulaïev Oufa    | KHL        | 20 | 2                | 3                | 5                | 40               | 1                | 0  | 0                    | 0                    | 2                    |                      |                      |
| 2009-2010 | HK Sokol Kiev            | Ekstraliga | 48 | 5                | 21               | 26               | 141              |                  |    |                      |                      |                      |                      |                      |
| 2010-2011 | HK Sokol Kiev            | Ekstraliga | 50 | 11               | 23               | 34               | 108              | 2                | 0  | 2                    | 2                    | 4                    |                      |                      |
| 2011-2012 | HK Sokol Kiev            | PHL        | 24 | 3                | 17               | 20               | 6                | -                | -  | -                    | -                    | -                    |                      |                      |
| 2012-2013 | HK Sokol Kiev            | PHL        | 25 | 1                | 3                | 4                | 28               | -                | -  | -                    | -                    | -                    |                      |                      |